# Blue Eagles Football Club
Actualités
Le Blue Eagles Football Club est un club malawite de football basé à Lilongwe.

## Histoire
Le club est fondé en 1988, c'est le club de la police, il remporte son premier trophée en 1995, la Chibuku Cup. En 2011, les Blue Eagles gagnent la 
Coupe du Malawi puis de nouveau en 2019 après les tirs au but.
En 2022, le Blue Eagles FC termine vice-champion du Malawi, son meilleur résultat en championnat. La saison suivante, le club sera relégué en deuxième division.
En 2024, les Cops jouant en deuxième division gagnent de nouveau la Coupe du Malawi après une séance de tirs au but contre le club le plus titré du pays, le Nyasa Big Bullets FC, cette saison le club gagne également sa promotion en Super League 2025, après un an d'absence.

## Palmarès
- Coupe du Malawi (3)
  - Vainqueur : 2011, 2019 et 2024